# La Cour de Babel
Pour les articles homonymes, voir Babel.
Cet article possède un paronyme, voir Tour de Babel.
Pour plus de détails, voir Fiche technique et Distribution.
La Cour de Babel est un documentaire français réalisé par Julie Bertuccelli,  sorti en 2013.

## Synopsis
Venus des quatre coins du monde, les élèves de la classe d'accueil du collège de La Grange aux Belles à Paris apprennent à maîtriser parfaitement le français. C'est la condition indispensable pour devenir des collégiens comme les autres, dans une classe normale. Un chemin difficile, qu'ils empruntent sous la conduite d'une professeure exceptionnelle. Le film suit la classe partout pendant une année scolaire.

## Fiche technique
- Titre : La cour de Babel
- Réalisation : Julie Bertuccelli
- Photographie : Julie Bertuccelli
- Montage : Josiane Zardoya
- Musique : Olivier Daviaud
- Production : Yaël Fogiel, Laetitia Gonzalez
- Sociétés de production : Les Films du poisson, Sampek Productions
- Société de distribution: Pyramide Distribution (France)
- Pays d'origine :  France
- Année de production : 2013
- Dates de sortie :
  - Émirats arabes unis : octobre 2013 (Festival d'Abou Dhabi)
  - Italie : novembre 2013 (Festival de Rome)
  - France : janvier 2014 (Rendez-vous du cinéma français de Paris) ; 12 mars 2014 (sortie nationale)
  - Belgique : 12 mars 2014 (sortie nationale)

## Distribution
- Brigitte Cervoni, la professeure de français de la classe d'accueil du collège de la Grange aux Belles (Paris, 10e arrondissement)

Les élèves :
- Abir (Tunisie)
- Agneszka (Pologne)
- Alassane (Mali)
- Andrea (Croatie)
- Andromeda (Roumanie)
- Daniel (Roumanie)
- Daniil (Biélorussie)
- Djenabou (Guinée)
- Eduardo (Brésil)
- Felipe (Chili)
- Kessa (Angleterre)
- Luca (Irlande du Nord)
- Marko (Serbie)
- Mihajlo (Serbie)
- Maryam (Libye)
- Miguel Angel Cegarra (Venezuela)
- Naminata (États-Unis, Côte d'Ivoire)
- Nethmal (Sri Lanka)
- Oksana (Ukraine)
- Ramatoulaye (Mauritanie)
- Thathsarani (Sri Lanka)
- Xin (Chine)
- Yong (Chine)
- Youssef (Maroc)

## Distinctions
- Festival d'Abou Dhabi 2013 : sélection officielle en compétition pour le Black Pearl Award du meilleur long métrage documentaire
- Festival de Sheffield 2014 : nomination pour le Sheffield Youth Jury Award
- Trophées francophones du cinéma 2015 : Trophée francophone du long-métrage documentaire
- Césars 2015 : nomination pour le César du meilleur film documentaire